# Зовнішні планети

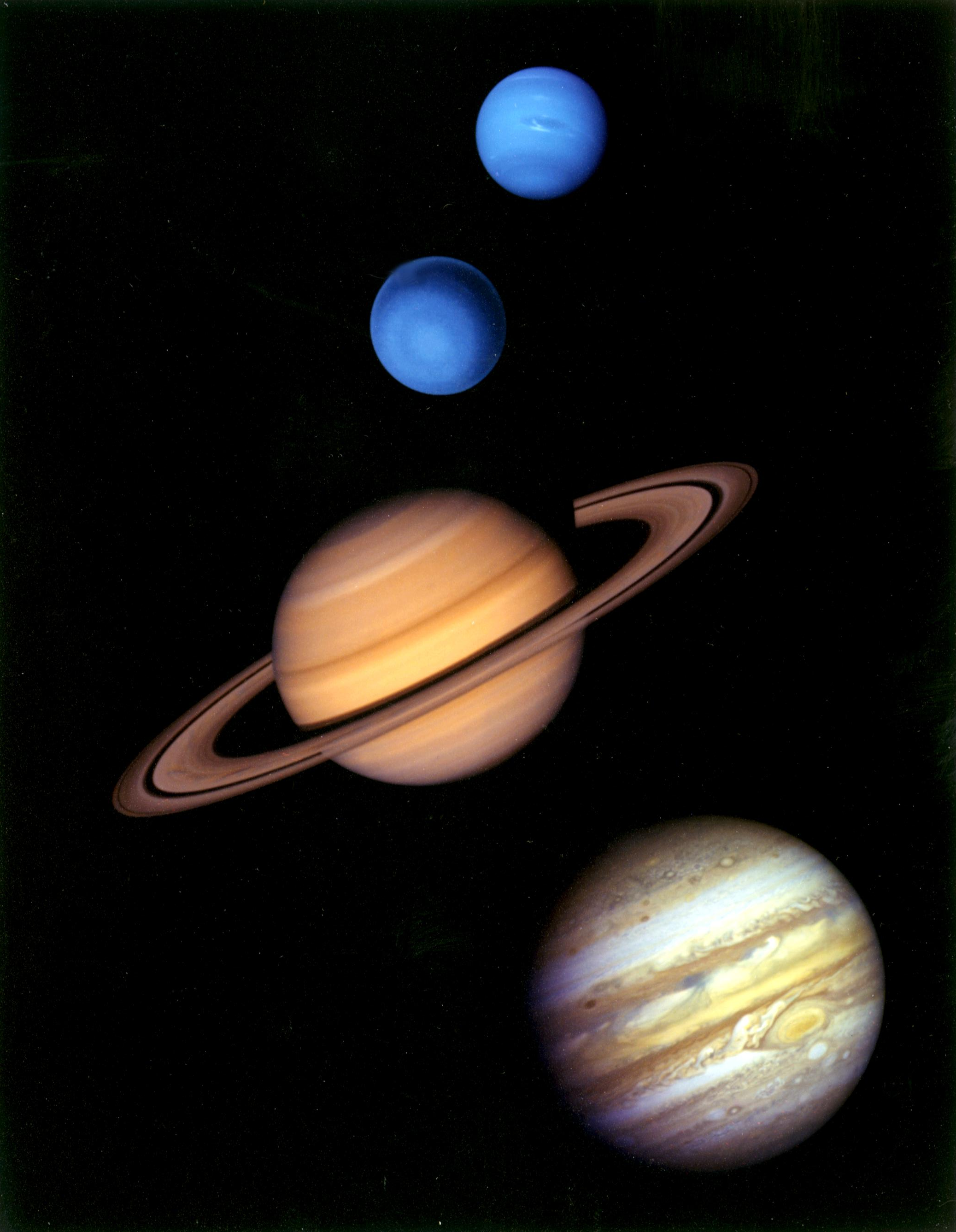
Зверху донизу: Нептун, Уран, Сатурн та Юпітер, із приблизним співвідношенням розмірів та кольорів.

Зовнішні планети — це ті планети Сонячної системи, що перебувають за межами поясу астероїдів, а отже, це визначення стосується газових гігантів, в порядку відстані від Сонця:
- Юпітер — найбільша планета у Сонячній системі. Має чотири великі супутники.
- Сатурн — друга за величиною планета, із масштабною та вираженою системою кілець.
- Уран — третя за величиною планета, і найменш масивна з чотирьох зовнішніх планет. Він перехилений так, що його вісь майже лежить у площині його орбіти.
- Нептун — найменша з чотирьох зовнішніх планет. Він має великий ретроградний супутник і багато менших супутників.

Усі зовнішні планети мають системи кілець, однак всі вони, за винятком кілець Сатурна, досить слабко виражені.
Іншим аспектом, типовим для газових гігантів, є велика кількість природних супутників, два з яких є більшими за планету Меркурій (Ганімед Юпітера та Титан Сатурна). Ця пара, на ряду з Іо, Каллісто, Європою та Тритоном, є більшими за карликові планети Плутон та Ерида.
У цій частині космосу також поширені кентаври, різні поля троянів, та багато комет.
З моменту відкриття у 1930 році, Плутон вважався зовнішньою планетою, аж доки 2006 року не відбулася його перекласифікація як карликової планети (див. також Пояс Койпера).

## Дослідження

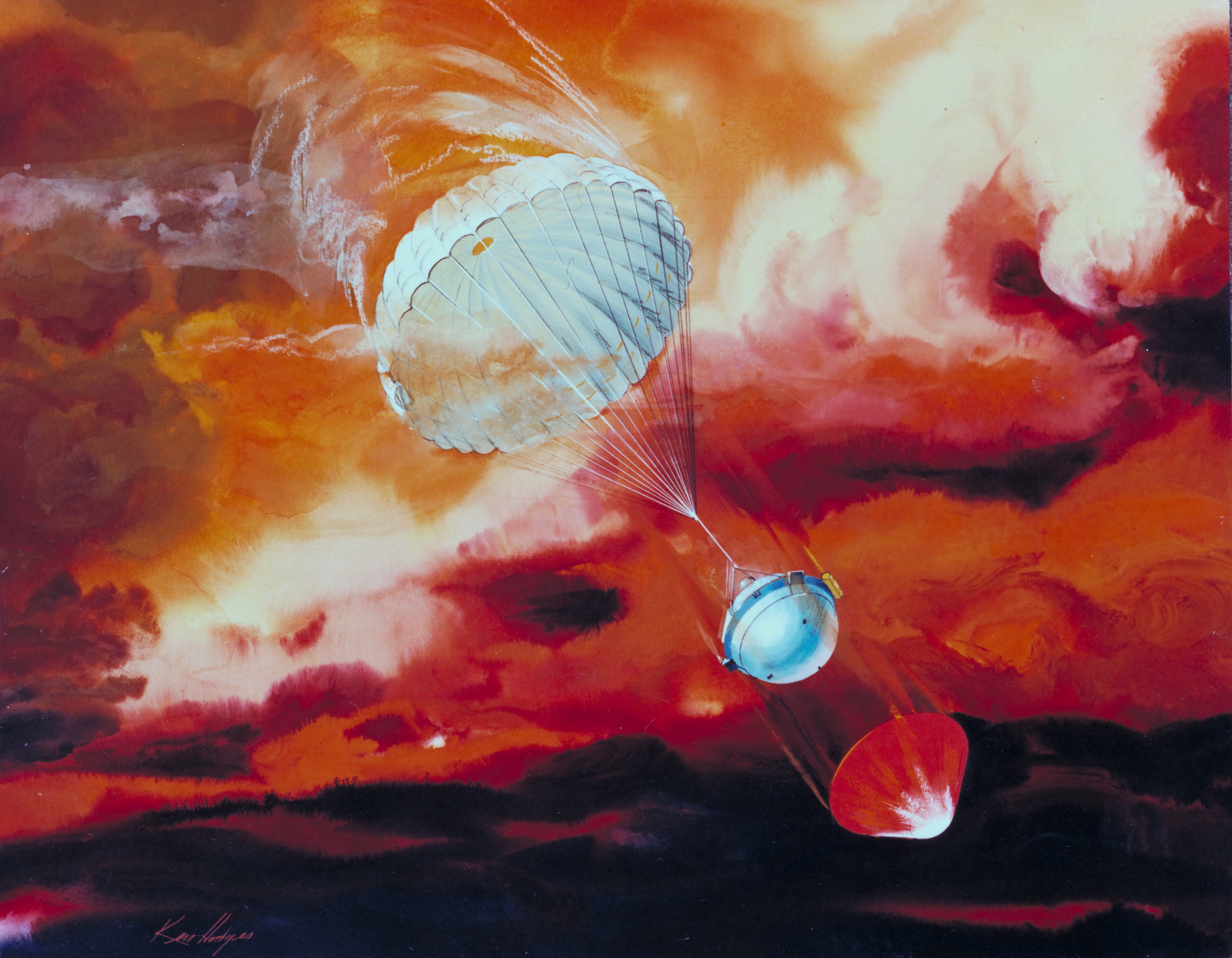
Зонд «Галілео» занурився глибоко в Юпітер у 1995 році. До планетної системи Юпітера його доправив космічний апарат «Галілео», після чого він був відпущений і пережив падіння на планету, яке було входом в атмосферу на рекордній швидкості на той час.

Дослідженнями космічними апаратами in situ займалися «Піонер-10», «Піонер-11», «Вояджер-1», «Вояджер-2», «Улісс», «Галілео», «Кассіні — Гюйгенс», та «Нью-Горайзонс». До запланованих місій входять орбітальний апарат Юпітера «Юнона», та, можливо, Outer Planet Flagship Mission; існують також різноманітні пропозиції, як-от орбітальний апарат та зонд на орбіті Урана (Uranus Orbiter and Probe). Станом на 2011 рік, до поточних місій до зовнішніх планет належали зонд «Кассіні» на орбіті Сатурна, «Нью-Горайзонс», що прямував до Плутона, та «Юнона», що прямувала до Юпітера. «Кассіні» та «Нью-Горайзонс» також пролетіли повз Юпітер, тим самим «відвідавши» його..
Одним із проривів, що значно полегшив дослідження зовнішніх планет, стала концепція планетних гравітаційних маневрів. Відкрита у 1960-х, ця концепція полягає в тому, що космічний апарат наближається до планети на кшталт Юпітера у такий спосіб, який дозволить йому розігнатися до більшої швидкості. Це дозволяє використовувати для далеких польотів значно менші ракети.
Інша перспективна технологія, протестована на Deep Space 1, — це іонний двигун. Іонні двигуни мають значно ефективніше використання ракетного пального, аніж існуючі хімічні ракети.
| Космічний апарат | Рік запуску | Юпітер    | Сатурн  | Уран   | Нептун | Рік завершення |
| ---------------- | ----------- | --------- | ------- | ------ | ------ | -------------- |
| «Піонер-10»      | 1972        | проліт    |         |        |        | 2003           |
| «Піонер-11»      | 1973        | проліт    | проліт  |        |        | 1995           |
| «Вояджер-1»      | 1977        | проліт    | проліт  |        |        | —              |
| «Вояджер-2»      | 1977        | проліт    | проліт  | проліт | проліт | —              |
| «Галілео»        | 1989        | орбітер   |         |        |        | 2003           |
| Зонд «Галілео»   | 1989        | занурення |         |        |        | 1995           |
| «Улісс»          | 1990        | проліт    |         |        |        | 2009           |
| «Кассіні»        | 1997        | проліт    | орбітер |        |        | —              |
| New Horizons     | 2006        | проліт    |         |        |        | —              |
| «Юнона»          | 2011        | орбітер   |         |        |        | —              |

## Концепти місій

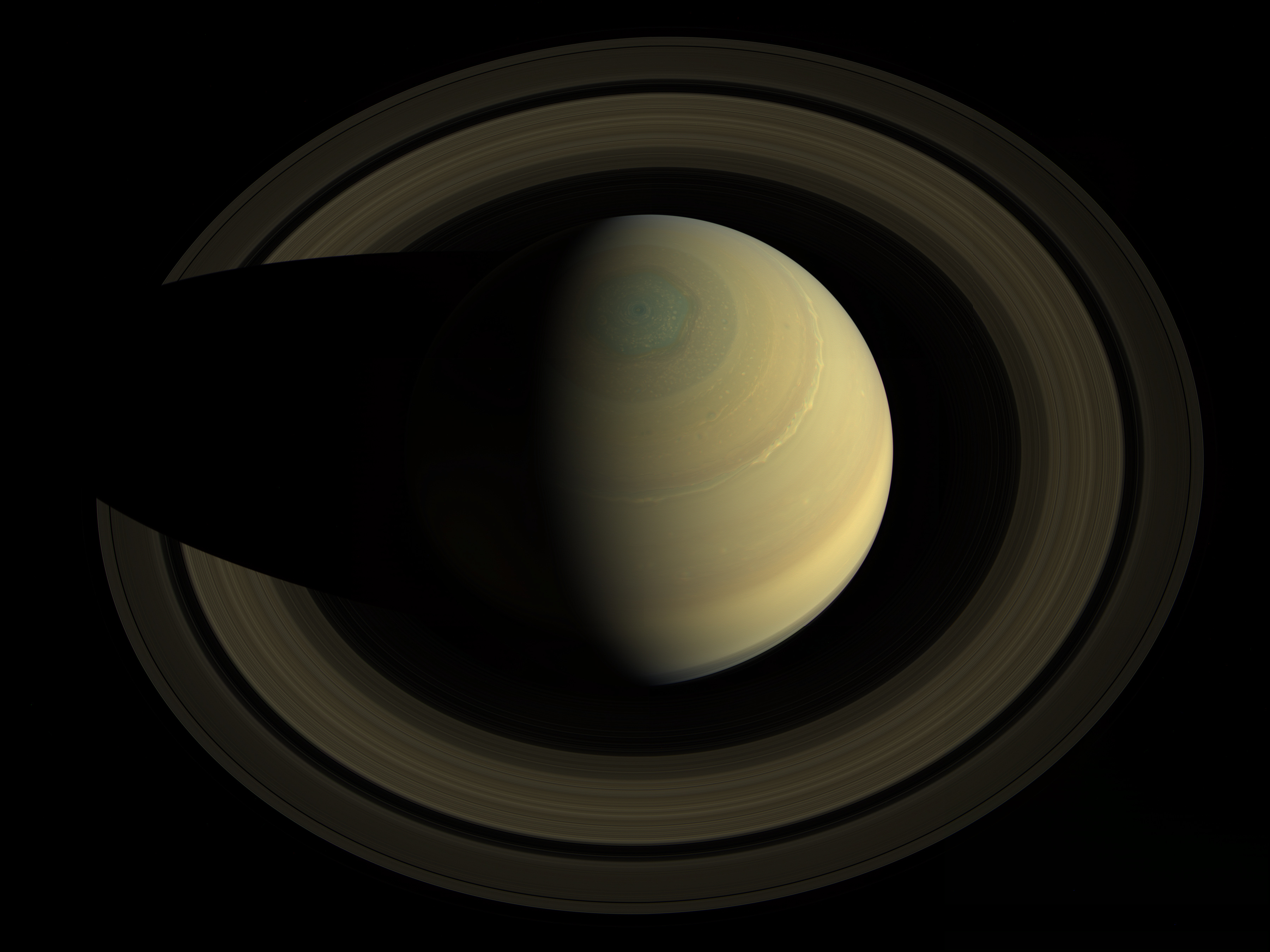
Дійсне зображення північної півкулі Сатурна, виконане місією «Кассіні — Гюйгенс».

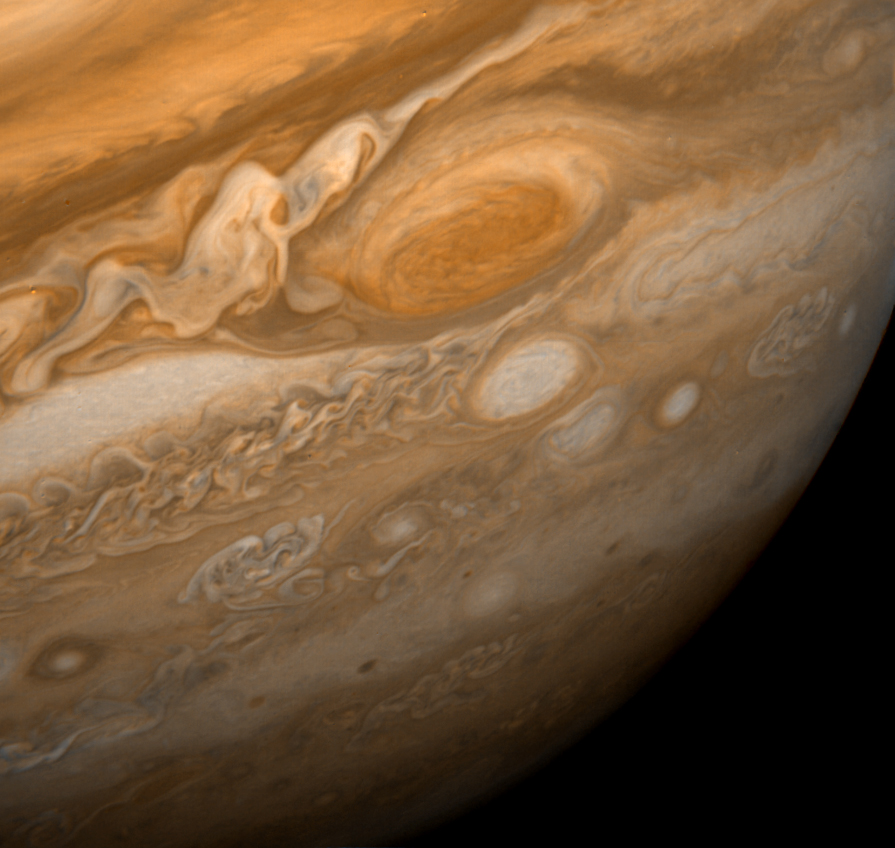
Зображення Юпітера, виконане космічним апаратом «Вояджер-1» 25 лютого 1979 р.

Список концептів місій:
- Argo[2] — проліт повз планети Юпітер, Сатурн, Нептун, а також повз пояс Койпера
- AVIATR (Titan Airplane)[3]
- Chiron Orbiter Mission Concept Study[4]
- Enceladus Flyby & Sample Return Concept Studies[4]
- Enceladus Orbiter Concept Study[4]
- Europa Flyby[5]
- Europa Flyby Study[6]
- Europa Lander[5]
- Europa Lander Study[6]
- Europa Orbiter[5]
- Exploration of Jovian Atmosphere Using Nuclear Ramjet Flyer[7]
- Ganymede Orbiter Concept Study[4]
- Io Observer Concept Study[4]
- Journey to Enceladus and Titan (JET)[8]
- Jupiter Europa Orbiter Study[4]
- Life Investigation For Enceladus (LIFE) — проліт із поверненням зразків з Енцелада та кільця E планети Сатурн[9].
- Neptune-Triton-Kuiper Belt Objects Mission Concept Study[4]
- Saturn Atmospheric Entry Probe Study[4]
- Saturn Ring Observer Concept Study[4]
- Titan Lake Probe Concept Study[4]
- Titan Saturn System Mission[4]
- Titan Rover[10]
- Trojan Tour Concept Study[4]
- Uranus and Neptune Orbiter and Probe Concept Studies[4]
- Uranus Orbiter and Probe
- Uranus Pathfinder[11]